# Малком Кембел
Малком Кембел (енгл. Malcolm Campbell; Рејгејт, 11. март 1885 — Числхерст, 31. децембар 1948) је био енглески возач брзих аутомобила и чамаца који је између 1924. и 1935. године девет пута обарао светски рекорд у брзини вожње аутомобила, а између 1937. и 1939. трипут у вожњи чамца. Године 1935. је постао први човек који је аутомобилом „плава птица“ возио брже од 300 mi (480 km) на час.